# Otto Ludwig Naegele
Otto Ludwig Naegele (* 25. August 1880 in München; † 1952 in Herrsching am Ammersee) war ein deutscher Graphiker, Illustrator, Maler, Mitbegründer und der erste Torhüter des FC Bayern München.

## Leben und Wirken

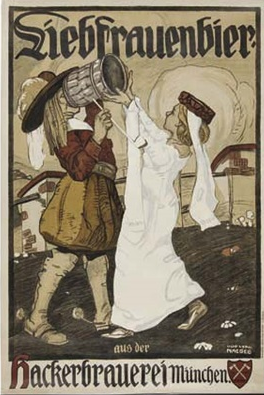
Liebfrauenbier Hackerbrauerei München (um 1905)

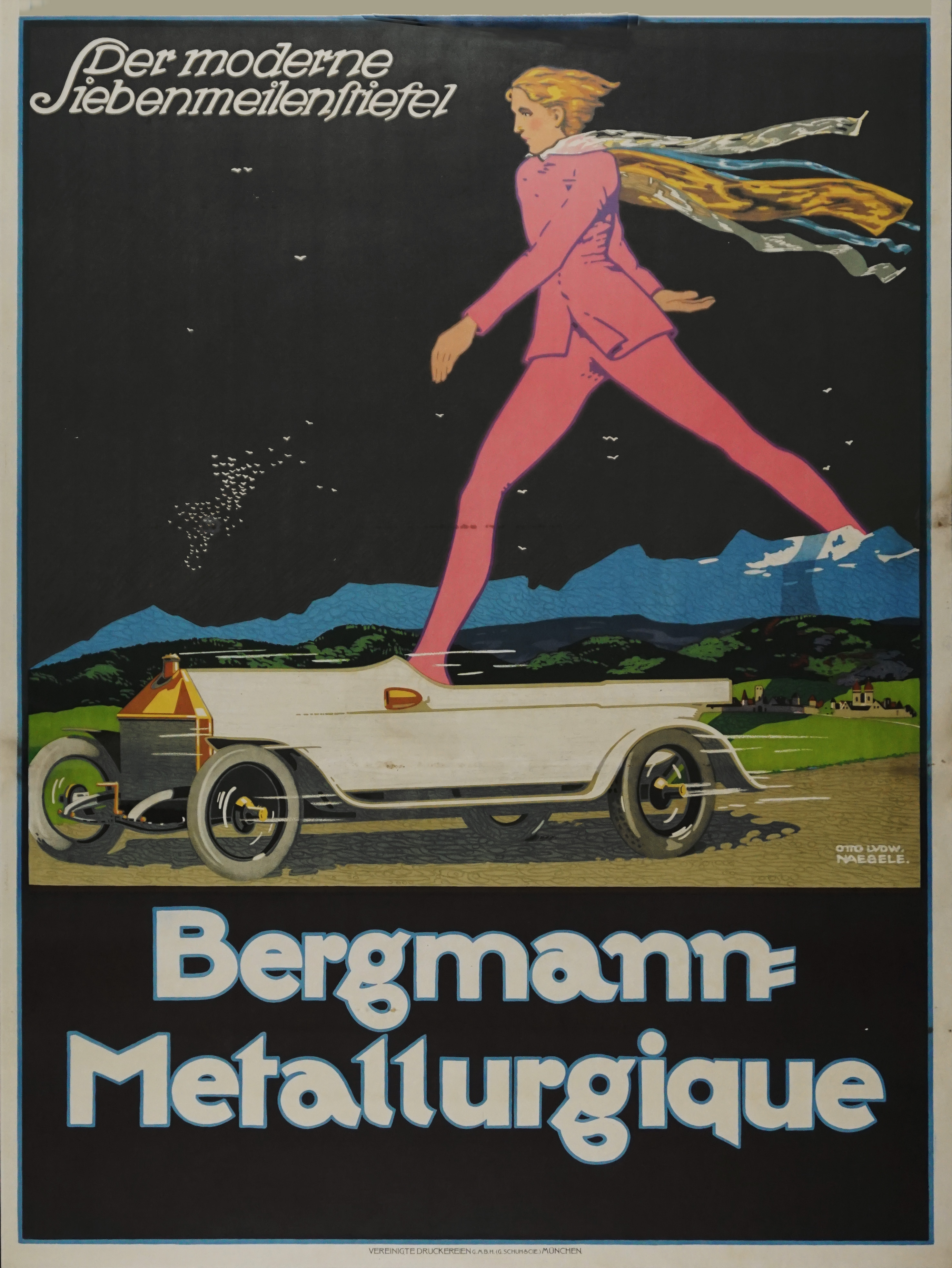
Plakat: „Der moderne Siebenmeilenstiefel“ für Bergmann-Metallurgique

Otto Ludwig Naegele studierte an den Kunstakademien München und Düsseldorf. Er trat 1892 der Künstlergenossenschaft Luitpoldgruppe bei. Er war 1905 Preisträger im Preisausschreiben um Reklameentwürfe für Gemeinschaftswerbung der Unternehmer Ludwig Stollwerck und Otto Henkell. Weitere Preisträger waren die Künstler Julius Diez, Eugen Kirchner, Friedrich Stahl, Albert Klingner, Ludwig Hohlwein, Fritz Klee, Bernhard Halbreiter, Elly Hirsch, Anton Kerschbaumer, Johann Baptist Maier, Georg v. Kürthy, Fritz Helmuth Ehmcke, Paul Leuteritz, Otto Kleinschmidt, Ulrich Hübner, Anton Hoffmann, Peter Würth, Ernst Oppler, A. Altschul, Ant. Jos. Pepins und August Geigenberger.
1932 stellte Naegele zur Düsseldorf-Münchener Kunstausstellung im Kunstpalast Düsseldorf aus. Er war einer der gefragtesten Werbegrafiker vor dem Ersten Weltkrieg und neben Lucian Bernhard, Paul Scheurich und Ludwig Hohlwein bis in die 1920er einer der internationalen „Stars“ des Werbedesigns. Seine Plakate sind vom Münchner Jugendstil beeinflusst. Dabei entwarf Naegele Plakate für das Kaufhaus Isidor Bach in München, für die Hackerbrauerei, für den Ausstellungspark München und zahlreiche andere Münchener Unternehmen seiner Zeit.
Des Weiteren betätigte sich Naegele wie viele andere Künstler seiner Zeit auch beim Entwurf von Bleisatzschriften im Zuge der ab 1900 entstandenen sogenannten „Neudeutschen Schriften“. Zur Kennzeichnung gewerblicher Gebrauchs- und Kunstgrafik verwendete Naegele auch das Monogramm oNL als Signatur. Naegele unterrichtete als Lehrer für kunstgewerbliches Zeichnen an der Lehr- und Versuchsanstalt für Photographie in München. Der Rothenburger Künstler Willi Foerster, der die Fachschule 1908 bis 1910 besuchte, gilt als sein Schüler.

## Engagement im Fußballsport

Abzeichen des FC Bayern (ca. 1902 bis 1906)

Während seiner Münchener Studienzeit schloss er sich dem 1896 gegründeten ersten Fußballverein Münchens namens Terra Pila an; später war er bis Anfang 1900 für die Fußballabteilung des MTV München von 1879 aktiv. Er gehörte zu jenen elf Fußballspielern, die sich unter der Führung von Franz John am 27. Februar 1900 in der Gaststätte Gisela von der Fußballabteilung des MTV 1879 München lossagten und den FC Bayern München gründeten. Seine Stammposition im neu gegründeten Verein war fortan die des Torhüters, die er bis ins Jahr 1903 ausfüllte. Darüber hinaus bekleidete er noch die Funktion des zweiten Zeugwarts. Mit den Bayern gewann er 1902 und 1903 die Münchener Stadtmeisterschaft.
Für den FC Bayern entwarf er auch das zweite Vereinsabzeichen, das von circa 1902 bis zur Fusion mit dem Münchner SC 1906 gültig war.